# ツール・ド・フランス1958
ツール・ド・フランス1958は、ツール・ド・フランスとしては45回目の大会。1959年6月26日から7月19日まで、全24ステージで行われた。

## 総合成績
| 順位 | 選手名                     | 国籍           | 時間            |
| ---- | -------------------------- | -------------- | --------------- |
| 1    | シャルリー・ゴール         | ルクセンブルク | 116時間59分05秒 |
| 2    | ヴィト・ファベロ           | イタリア       | +3分10秒        |
| 3    | ラファエル・ジェミニアーニ | フランス       | +3分41秒        |
| 4    | ジャン・アドリアンセン     | ベルギー       | +7分16秒        |
| 5    | ガストネ・ネンチーニ       | イタリア       | +13分33秒       |
| 6    | ジョセフ・プランカールト   | ベルギー       | +28分01秒       |
| 7    | ルイゾン・ボベ             | フランス       | +31分39秒       |
| 8    | フェデリコ・バーモンテス   | スペイン       | +40分44秒       |
| 9    | ルイ・ベルゴ               | フランス       | +48分33秒       |
| 10   | ヨス・フーヴェンナルス     | ベルギー       | +58分26秒       |

### マイヨ・ジョーヌ保持者
| 選手名                     | 国籍           | 首位区間             |
| -------------------------- | -------------- | -------------------- |
| アンドレ・ダリガード       | フランス       | 第1、第9-第12        |
| ヨス・フーヴェンナルス     | ベルギー       | 第2                  |
| ヴィム・ファンエスト       | オランダ       | 第3-第4              |
| ジルベール・ボヴァン       | フランス       | 第5                  |
| ラファエル・ジェミニアーニ | フランス       | 第13、第18-第20      |
| ヴィト・ファヴェロ         | イタリア       | 第14-第17、第21-第22 |
| シャルリー・ゴール         | ルクセンブルク | 第23-最終            |

### 各部門賞結果
| 第45回 ツール・ド・フランス 1958 |                                     |
| 全行程                           | 24区間、4319km                      |
| 総合優勝                         | シャルリー・ゴール 116時間59分05秒  |
| 2位                              | ヴィト・ファベロ +3分10秒           |
| 3位                              | ラファエル・ジェミニアーニ +3分41秒 |
| 4位                              | ジャン・アドリアンセン +7分16秒     |
| 5位                              | ガストネ・ネンチーニ +13分33秒      |
| ポイント賞                       | ジャン・グラチィク 347ポイント      |
| 2位                              | ジェフ・プランカールト 406ポイント  |
| 3位                              | アンドレ・ダリガード 553ポイント    |
| 山岳賞                           | フェデリコ・バーモンテス 79ポイント |
| 2位                              | シャルリー・ゴール 64ポイント       |
| 3位                              | ジャン・ドット 34ポイント           |